# 楊正苾
楊正苾（1566年—？年），字维馨，號惺弦，湖廣辰州府沅州黔陽縣人。

## 生平
丙寅三月二十三日生，治《詩經》五房，中式萬曆十三年（1585年）乙酉科湖廣鄉試舉人，年二十七歲中式萬曆二十年（1592年）壬辰科第三甲第一百九十一名進士。兵部觀政，二十一年授四川大足知縣，二十四年革任听勘，二十六年降赞皇典史，二十八年升長葛知縣，丁憂歸。三十二年起補浙江青田县知县，三十五年升廣州府同知，三十九年升南户部员外郎，四十年升郎中，管查粮，四十三年仕至保寧府知府。

## 家族
曾祖楊林春、祖楊鶚、父楊再冕，生员。